# Neues aus der Anstalt
Neues aus der Anstalt war eine politische Kabarettsendung, die vom deutschen Fernsehsender ZDF über 62 Folgen produziert und ausgestrahlt wurde. Im Sommer 2013 wurde überraschend das Ende der Sendung bekanntgegeben. Am 1. Oktober 2013 wurde im ZDF die letzte Live-Folge ausgestrahlt. Am 4. Februar 2014 wurde der Nachfolger der Sendung unter dem Titel Die Anstalt erstmals ausgestrahlt.

## Sendung
Neues aus der Anstalt war die erste politische Kabarett-Sendung des ZDF, seit die von Dieter Hildebrandt moderierte Sendung Notizen aus der Provinz 1979 nach einer Intervention des ZDF-Programmdirektors Dieter Stolte eingestellt worden war. Daher trat Hildebrandt auch in der ersten Sendung von Neues aus der Anstalt auf. Seine Beiträge beschränkten sich auf die Übergabe des „Staffelstabes“ nach „28 Jahren satirefreiem ZDF“ sowie einen einzigen Satz zum Ende der Sendung, der allerdings drei Minuten dauerte, und in dem er die angebliche Enthüllung des Cicero, Jürgen Habermas sei einst ein überzeugter Nationalsozialist gewesen, lächerlich machte.
Das Polit-Kabarett wurde bis zu zehnmal im Jahr in der Regel einmal pro Monat dienstags nach dem ZDF heute-journal ausgestrahlt und live aus den ARRI-Studios in München gesendet. Durch die Sendung führten die Kabarettisten Urban Priol, bis Folge 36 Georg Schramm und ab Folge 37 Frank-Markus Barwasser. Zu ihnen gesellten sich bekannte Gäste aus dem Bereich der Kleinkunst. Die reguläre Dauer einer Ausgabe betrug zwischen 45 und 50 Minuten. Priol moderierte  Sendungsbeginn und -ende im Stil von Dieter Thomas Hecks dramatischer Stakkato-Moderation der Sendereihe ZDF-Hitparade. Titel- und Zwischenmusik der Sendung war der Song Spinning Wheel von Blood, Sweat & Tears.
Das Studio stellte das Foyer einer psychiatrischen Klinik dar. Die auftretenden Kabarettisten konnten über Gänge, Treppen und einen Aufzug die Bühne betreten. Priol stellte in Neues aus der Anstalt den Leiter der Klinik dar. Als Running Gag legte er sehr viel Wert darauf, dass er als Einziger den Aufzug benutzen durfte. Priol bot lediglich Frauen wie beispielsweise der regelmäßig auftretenden „Frau vom Lesezirkel“ (Monika Gruber) die Benutzung des Fahrstuhles an. Schramm spielte den Patientensprecher als Rentner Dombrowski. In den Nebenrollen trat Schramm als Oberstleutnant Sanftleben und als der alte hessische Sozialdemokrat und Gewerkschafter August auf, Figuren, die Schramm bereits in seinem früheren Wirken in der Sendung Scheibenwischer spielte. In Folge 6 spielte Schramm erstmals auch die Rolle eines Pharmareferenten. Regisseur der Sendung war Frank Hof. Die auftretenden Gäste spielten meist Patienten, teils aber auch Externe, die die Anstalt zum Beispiel aus beruflichen Gründen besuchten.
Am 25. Mai 2010 gab Georg Schramm bekannt, dass er die Kabarettreihe verlassen werde, um sich nach zehn Jahren intensiver Fernsehpräsenz wieder ganz auf sein Bühnenprogramm konzentrieren zu können. Der Entschluss sei ihm nicht leichtgefallen, und er würdigte auch das Vertrauen des ZDF in seine Arbeit. Nach seiner letzten Sendung am 8. Juni 2010 trat er nur noch in der Abschiedsfolge der Sendung am 1. Oktober 2013 auf. Am 19. Oktober 2010 trat Frank-Markus Barwasser alias Erwin Pelzig, der bereits mehrmals in der Sendung zu Gast war, die Nachfolge von Schramm als festes Mitglied der Sendung an. Barwasser spielte den Referenten für Pressearbeit und Kommunikation in der Anstalt, trat aber auch mit Themen ohne diesen Bezug auf.
Am 26. Juni 2013 wurde bekannt, dass sowohl Frank-Markus Barwasser als auch Urban Priol die Sendung verlassen und sich anderen Projekten widmen würden. Das Format wurde letztmals am 1. Oktober 2013 mit den beiden Moderatoren ausgestrahlt, ehe es am 4. Februar 2014 unter dem Titel Die Anstalt mit den neuen Gastgebern Max Uthoff und Claus von Wagner ins ZDF-Programm zurückkehrte.
Im Oktober 2017 trafen erstmals die ehemaligen Anstalts-Macher Barwasser (Pelzig), Priol, Malmsheimer und Schramm in der Anstalts-Ausgabe auf ihre Nachfolger.

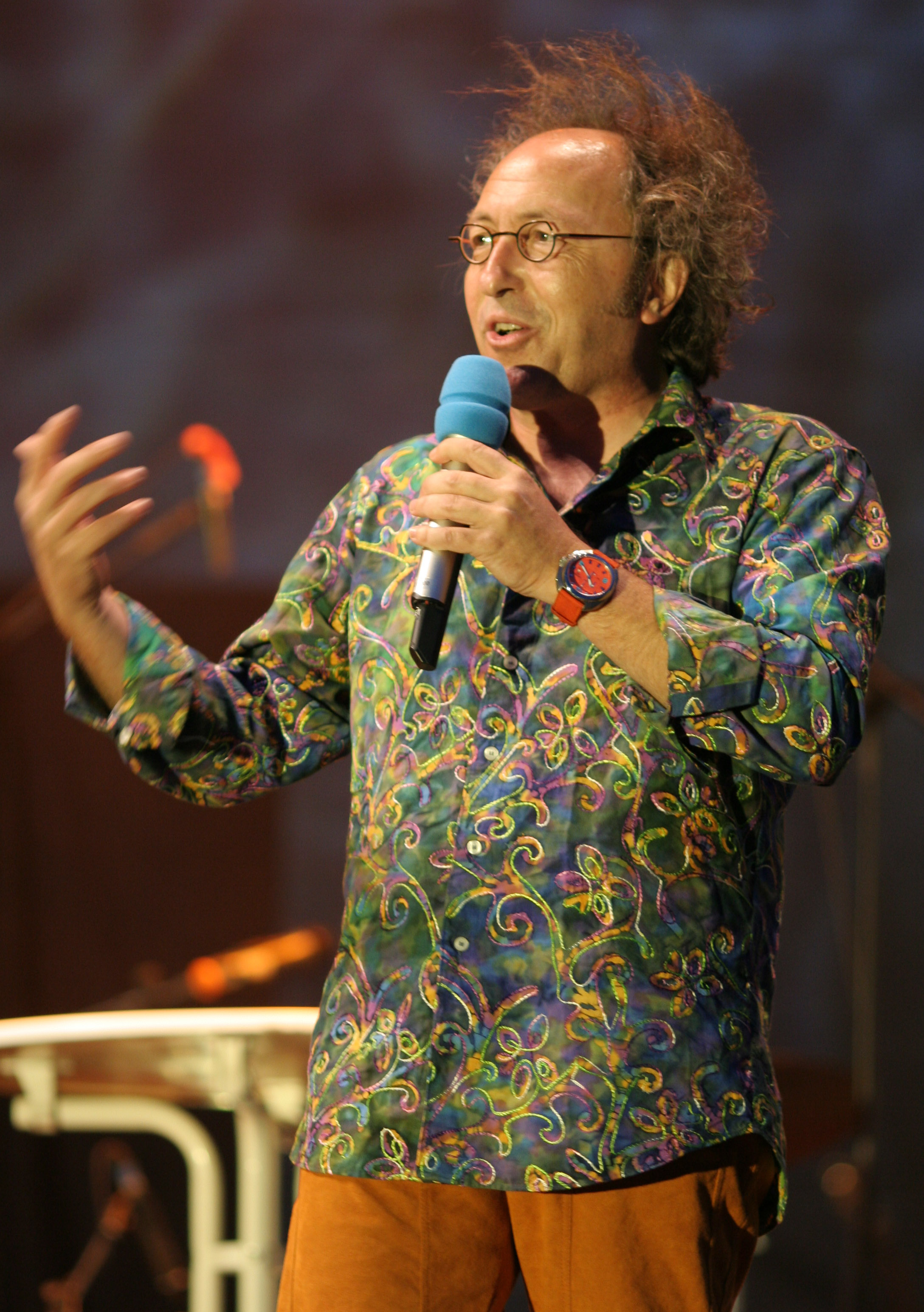
Urban Priol
Frank-Markus Barwasser als Erwin Pelzig
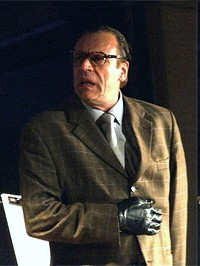
Georg Schramm als Rentner Dombrowski

## Sendeplatz
Die Sendung Neues aus der Anstalt wurde in einem meist vierwöchigen Abstand Dienstagabend im ZDF ausgestrahlt und live aus den ARRI-Studios München gesendet. Wiederholt wurde sie im ZDF-Partner-Sender ZDFinfo und im deutsch-österreichisch-schweizerischen Gemeinschaftssender 3sat (am nächsten Montag).

## Episodenliste
| Episode | Datum              | Gäste | Dauer in Minuten |
| ------- | ------------------ | --- | ---------------- |
| 1       | 23. Januar 2007    | Dieter Hildebrandt, Jochen Malmsheimer, Andreas Müller, Rainald Grebe                                     | 53               |
| 2       | 27. Februar 2007   | Volker Pispers, Josef Hader, Matthias Deutschmann, Piet Klocke                                            | 51               |
| 3       | 20. März 2007      | Badesalz, Jochen Malmsheimer, Jürgen Becker                                                               | 46               |
| 4       | 17. April 2007     | Alfred Dorfer, Uwe Steimle, Hagen Rether                                                                  | 50               |
| 5       | 15. Mai 2007       | Monika Gruber, Michael Mittermeier, Andreas Rebers                                                        | 46               |
| 6       | 19. Juni 2007      | Piet Klocke, Erwin Pelzig, Sebastian Krämer                                                               | 51               |
| 7       | 18. September 2007 | Volker Pispers, Rolf Miller, Andreas Rebers, Josef Hader                                                  | 46               |
| 8       | 16. Oktober 2007   | Sigi Zimmerschied, Moritz Netenjakob, Hagen Rether, Waldemar Hartmann (Special Guest)                     | 48               |
| 9       | 20. November 2007  | Andreas Müller, Claus von Wagner, Django Asül                                                             | 49               |
| 10      | 18. Dezember 2007  | Dieter Hildebrandt, Jochen Malmsheimer, Cordula Stratmann, Florian Schroeder, Zärtlichkeiten mit Freunden | 82               |

| Episode | Datum              | Gäste                                                                | Dauer in Minuten |
| ------- | ------------------ | -------------------------------------------------------------------- | ---------------- |
| 11      | 29. Januar 2008    | Andreas Rebers, Piet Klocke, Günter Grünwald                         | 52               |
| 12      | 4. März 2008       | Rainald Grebe, Monika Gruber, Arnulf Rating                          | 49               |
| 13      | 1. April 2008      | Olaf Schubert, Josef Hader, Hagen Rether                             | 50               |
| 14      | 29. April 2008     | Jochen Malmsheimer, Andreas Rebers, Uwe Steimle                      | 46               |
| 15      | 27. Mai 2008       | Volker Pispers, Ingo Appelt, Rolf Miller                             | 51               |
| 16      | 1. Juli 2008       | Erwin Pelzig, Andreas Müller, Andreas Giebel                         | 48               |
| 17      | 16. September 2008 | Josef Hader, Hagen Rether, Django Asül                               | 50               |
| 18      | 28. Oktober 2008   | Helge Schneider, Florian Schroeder, Wilfried Schmickler              | 50               |
| 19      | 25. November 2008  | Michael Mittermeier, Erwin Pelzig, Piet Klocke                       | 48               |
| 20      | 16. Dezember 2008  | Dieter Hildebrandt, Monika Gruber, Rainald Grebe, Jochen Malmsheimer | 60               |

| Episode | Datum             | Gäste                                                        | Dauer in Minuten |
| ------- | ----------------- | ------------------------------------------------------------ | ---------------- |
| 21      | 27. Januar 2009   | Uwe Steimle, Andreas Rebers, Kay Ray                         | 51               |
| 22      | 17. Februar 2009  | Josef Hader, Jochen Malmsheimer, Helmut Schleich             | 48               |
| 23      | 24. März 2009     | Gerhard Polt, René Marik, Fatih Çevikkollu                   | 48               |
| 24      | 28. April 2009    | Erwin Pelzig, Philipp Sonntag, Tobias Mann                   | 46               |
| 25      | 26. Mai 2009      | Piet Klocke, Hagen Rether, Jochen Malmsheimer                | 49               |
| 26      | 23. Juni 2009     | Monika Gruber, Rainald Grebe, Arnulf Rating                  | 49               |
| 27      | 8. September 2009 | Jochen Malmsheimer, Erwin Pelzig, Wilfried Schmickler        | 52               |
| 28      | 20. Oktober 2009  | Uwe Steimle, Michael Altinger, Jürgen Becker                 | 47               |
| 29      | 17. November 2009 | Michael Mittermeier, Matthias Egersdörfer, Thomas Nicolai    | 48               |
| 30      | 15. Dezember 2009 | Andreas Rebers, Monika Gruber, Leo Bassi, Jochen Malmsheimer | 61               |

| Episode | Datum             | Gäste                                                 | Dauer in Minuten |
| ------- | ----------------- | ----------------------------------------------------- | ---------------- |
| 31      | 26. Januar 2010   | Django Asül, Horst Evers, Bülent Ceylan               | 50               |
| 32      | 23. Februar 2010  | Josef Hader, Volker Pispers, Jochen Malmsheimer       | 53               |
| 33      | 16. März 2010     | Arnulf Rating, Olaf Schubert, Jochen Malmsheimer      | 50               |
| 34      | 13. April 2010    | Hagen Rether, Helmut Schleich, Christian Ehring       | 51               |
| 35      | 11. Mai 2010      | Piet Klocke, Wilfried Schmickler, Uwe Steimle         | 52               |
| 36      | 8. Juni 2010      | Erwin Pelzig, Monika Gruber, Jochen Malmsheimer       | 53               |
| 37      | 19. Oktober 2010  | Helmut Schleich, Andreas Rebers, Jürgen Becker        | 53               |
| 38      | 16. November 2010 | Hagen Rether, Rainald Grebe, Jochen Malmsheimer       | 47               |
| 39      | 21. Dezember 2010 | Monika Gruber, Biermösl Blosn, Arnulf Rating, Kay Ray | 63               |

| Episode | Datum              | Gäste                                                                      | Dauer in Minuten |
| ------- | ------------------ | -------------------------------------------------------------------------- | ---------------- |
| 40      | 25. Januar 2011    | Andreas Rebers, Sigi Zimmerschied                                          | 48               |
| 41      | 22. Februar 2011   | Jochen Malmsheimer, Monika Gruber, Piet Klocke                             | 51               |
| 42      | 22. März 2011      | Wilfried Schmickler, Max Uthoff, Rolf Miller                               | 50               |
| 43      | 3. Mai 2011        | Django Asül, Jochen Busse, Jochen Malmsheimer, Uwe Steimle, Henning Venske | 50               |
| 44      | 27. September 2011 | Dieter Hildebrandt, Max Uthoff, Matthias Egersdörfer                       | 54               |
| 45      | 18. Oktober 2011   | Helmut Schleich, Badesalz, Rainald Grebe                                   | 47               |
| 46      | 8. November 2011   | Hagen Rether, Andreas Rebers, Ingo Appelt                                  | 50               |
| 47      | 13. Dezember 2011  | Monika Gruber, Hans Liberg, Jochen Malmsheimer, Max Uthoff                 | 63               |

| Episode | Datum             | Gäste                                                             | Dauer in Minuten |
| ------- | ----------------- | ----------------------------------------------------------------- | ---------------- |
| 48      | 31. Januar 2012   | Piet Klocke, Carmela de Feo, Arnulf Rating                        | 48               |
| 49      | 28. Februar 2012  | Jochen Malmsheimer, Michael Mittermeier, Lars Reichow             | 49               |
| 50      | 27. März 2012     | Uwe Steimle, Helmut Schleich, Hagen Rether                        | 49               |
| 51      | 24. April 2012    | Helmut Schleich, Max Uthoff, Wilfried Schmickler, Andreas Rebers  | 54               |
| 52      | 5. Juni 2012      | Andreas Rebers, Helge Schneider, Luise Kinseher                   | 47               |
| 53      | 9. Oktober 2012   | Ingo Appelt, Philip Simon, Max Uthoff                             | 50               |
| 54      | 13. November 2012 | Martina Schwarzmann, Andreas Rebers, Uwe Steimle                  | 50               |
| 55      | 18. Dezember 2012 | Jochen Malmsheimer, Rainald Grebe, Nico Semsrott, Michael Hatzius | 65               |

1. ↑  Frank-Markus Barwasser war verhindert und trat nicht auf

| Episode | Datum           | Gäste                                                            | Dauer in Minuten |
| ------- | --------------- | ---------------------------------------------------------------- | ---------------- |
| 56      | 22. Januar 2013 | Piet Klocke, Max Uthoff, Martin Puntigam, Alfons                 | 42               |
| 57      | 26. März 2013   | Michael Mittermeier, Tobias Mann, Christine Prayon               | 49               |
| 58      | 30. April 2013  | Wilfried Schmickler, Helmut Schleich, Kay Ray                    | 48               |
| 59      | 28. Mai 2013    | Andreas Rebers, Arnulf Rating, Christian Ehring                  | 45               |
| 60      | 25. Juni 2013   | Max Uthoff, Jochen Malmsheimer, Alfons                           | 49               |
| 61      | 27. August 2013 | Monika Gruber, Christian Springer, Christoph Sieber, Ingo Appelt | 53               |
| 62      | 1. Oktober 2013 | Georg Schramm, Jochen Malmsheimer, Volker Pispers, Max Uthoff    | 72               |

## Rezeption

### Einschaltquoten
Im Jahr 2007 hatte das ZDF zehn Folgen von Neues aus der Anstalt gesendet und erreichte im Schnitt 2,91 Millionen Zuschauer und einen Marktanteil von 13,7 Prozent. Die erste Folge vom 23. Januar 2007 verfolgten insgesamt 3,86 Millionen Zuschauer (16,6 Prozent Marktanteil), in der werberelevanten Zielgruppe lag der Marktanteil bei 7,3 Prozent. Die zweite Folge sahen 2,07 Millionen Zuschauer (13,5 Prozent Marktanteil), der Marktanteil bei den 14- bis 49-Jährigen lag bei 7,9 Prozent.

### Kritik
In der Sendung vom 13. April 2010 äußerte sich Urban Priol zum Tode des polnischen Präsidenten Lech Kaczyński, der drei Tage zuvor beim Flugunfall von Smolensk 2010 ums Leben gekommen war. Dabei nahm er auch Bezug auf die Trauerfeierlichkeiten und internationalen Reaktionen auf den Tod: „Ist da eine Heuchelei im Gange: Wie beliebt er war, der in ganz Europa als Nervensäge belächelte Lech Kaczyński. Mit dem wollte doch keine Sau was zu tun haben.“ Die Äußerung löste Kritik in polnischen Medien aus. Der ZDF-Programmdirektor Thomas Bellut gab dazu eine Stellungnahme für das polnische Fernsehen ab, in der er darauf hinwies, dass es sich um eine Satire handele und der Sender es bedauere, Gefühle verletzt zu haben. Priol erklärte, er habe „die Rituale rund um Trauerfälle anprangern“ wollen.

### Auszeichnungen
- 2007: Deutscher Fernsehpreis in der Kategorie Beste Comedy an Urban Priol und Georg Schramm
- 2008: Nominierung für den Adolf-Grimme-Preis in der Kategorie Unterhaltung[16]